# Chadzji Dimitarstadion
Het  Chadzji Dimitarstadion (Bulgaars: Стадион „Хаджи Димитър“) is een multifunctioneel stadion in Sliven, een plaats in Bulgarije. Het is vernoemd naar Chadzji Dimitar (1840–1868), Bulgaars Woiwode.
Het stadion werd geopend in 1959. Het stadion werd gerenoveerd tussen 1984 en 1989 en in 2009. In het stadion is plaats voor 10.000 toeschouwers. 
Het stadion wordt vooral gebruikt voor voetbalwedstrijden, de voetbalclub OFC Sliven 2000 maakt gebruik van dit stadion. In het stadion werden ook wedstrijden gespeeld op het Europees kampioenschap voetbal mannen onder 17 van 2015. Er werden vier groepswedstrijden gespeeld en de play-off voor het wereldkampioenschap.

## Interlands
Het stadion werd twee keer gebruikt door het Bulgaarse voetbalelftal. 
| Voetbalinterlands | Voetbalinterlands | Voetbalinterlands       | Voetbalinterlands | Voetbalinterlands              | Voetbalinterlands |
| №                 | Datum             | Wedstrijd               | Uitslag           | Competitie                     | Toeschouwers      |
| ----------------- | ----------------- | ----------------------- | ----------------- | ------------------------------ | ----------------- |
| 1                 | 27 oktober 1976   | Bulgarije – DDR         | 0–4               | Vriendschappelijk              | 18.000            |
| 2                 | 28 maart 1984     | Bulgarije – Griekenland | 0–0               | Olympisch kwalificatietoernooi | 20.000            |